# Сборная Чада по футболу
Сборная Чада по футболу — национальная футбольная сборная, представляющая Чад на международных матчах по футболу. Управляющая организация — Федерация чадского футбола.
Чад ни разу не проходил квалификацию ни на Чемпионат мира, ни на Кубок африканских наций.

## Чемпионат мира
- 1930 — 1998 — не участвовала
- 2002 — 2026 — не прошла квалификацию

## Кубок африканских наций
- 1957 — 1990 — не участвовала
- 1992 — не прошла квалификацию
- 1994 — забрала заявку
- 1996 — 1998 — не участвовала
- 2000 — не прошла квалификацию
- 2002 — не участвовала
- 2004 — 2023 — не прошла квалификацию

## Известные игроки
- Яфет Н'Дорам
- Эзекиэль Н’Дуассель
- Казимир Нинга